# Armorique (navire)
Pour les articles homonymes, voir Armorique (homonymie).
Le navire-école des mousses Armorique était un vaisseau de type « transport de première classe à hélice ».

## Historique
Ce voilier a été construit dans les chantiers navals de Cherbourg, et mis à l'eau et armé en 1879, sous le nom de Mytho (du nom de la ville de Mỹ Tho, en Cochinchine). Jusqu'en 1910, il a été affecté en Extrême-Orient, où il a joué le rôle de transport, ce qui lui a valu son surnom de « Transport de Chine ». 
En 1910, il est rapatrié en France et affecté à l'École des mousses et des apprentis marins de Brest, où il est rebaptisé une première fois Bretagne (Bretagne IV) en 1910, puis Armorique en 1912. Accueillant près de 500 élèves (cinq compagnies), il fait alors partie du « groupement Armorique », avec les bâtiments Trémintin et Gueydon. 
En juin 1940, les mousses quittent l’Armorique. En 1942, il est racheté par la Kriegsmarine pour 28 800 RM. Mouillé dans l'anse de Penforn à Landévennec, il est transformé en navire-atelier par l'occupant, qui le saborde au même endroit en 1944.